# Hellebro
Hellebro er en privat velgørende forening, der siden 2015 har arbejdet for at hjælpe unge hjemløse mellem 18-29 år. I værestedet tilbydes unge hjemløse bl.a. gratis mad, bad, tøjvask, sundhedsklinik og internet café. Foreningen er stiftet af Eva Riedel, som fortsat er bestyrelsesformand.
Foreningens formål er dels at tilbyde omsorg og tryghed for unge hjemløse og dels at skabe en samlet platform i ejendommen, hvor Hellebro i samarbejde med offentlige hjælpeenheder, fonde og erhvervslivet, tilbyder en indsats for den unges:
- ophold på værested efter Serviceloven §104 - gratis adgang for alle unge
- ophold på midlertidig bosted efter Serviceloven §110 - visitation til udslusningsbolig i max. 2 års lejeperiode
- mulighed for jobs i Hellebros socio-økonomiske virksomhed og qua samarbejdspartnere og lokale jobcentrer

I 2016 fortalte værestedet, at de unge hjemløse havde problemer med at Loyal to Familia forsøgte at presse dem til at sælge hash.

## Ekstern henvisning
- Officiel hjemmeside
- Hellebro i Det Centrale Virksomhedsregister (CVR)

|  | Denne artikel om en virksomhed kan blive bedre, hvis der indsættes et (bedre) billede. Du kan hjælpe ved at afsøge Wikimedia Commons for et passende billede eller lægge et op på Wikimedia Commons med en af de tilladte licenser og indsætte det i artiklen. |

55°40′06″N 12°30′49″Ø / 55.66833°N 12.51361°Ø